# Joaquim Moutinho
Joaquim Moutinho da Silva Santos (Porto, 14 de Dezembro de 1951 - Lisboa, 22 de Novembro de 2019), foi um piloto de automóveis português, que se destacou na modalidade do rally.

## Biografia

### Nascimento
Nasceu na cidade do Porto, em 14 de Dezembro de 1951.

### Carreira
Manifestou desde muito cedo uma tendência para o automobilismo, tendo começado a conduzir um kart aos nove anos de idade, no circuito de São Caetano, em Vila Nova de Gaia. Passou pouco tempo depois para os automóveis, e com pouco mais de vinte anos de idade entrou nas competições, tendo ficado em quarto lugar no primeiro rally em que participou, ao volante de um Datsun 1200. Participou com sucesso no Troféu Datsun 1200, em 1972, e em 1981 conquistou o título de Campeão Nacional de Velocidade, a bordo de um Porsche do Grupo 5.
Integrou-se depois na Renault, tendo sido por esta empresa que foi campeão nacional em 1985 e 1986. Pela sua vitória de 1986, tornou-se o único piloto português a vencer uma das provas do campeonato do Mundo. Ambas as vitórias foram feitas com um Renault 5 Turbo, e formando equipa com o navegador Edgar Fortes.
Abandonou as competições depois do Rally de 1986, embora tenha ainda participado numa viagem experimental do Renault Clio S1600, em 2004.

### Falecimento e homenagens
Faleceu em 22 Novembro de 2019, aos 67 anos de idade, devido a uma doença prolongada.
Na altura da sua morte, a Renault emitiu uma nota de pesar, onde destacou a sua carreira como piloto.